# Parc des Sports (Avignon)
Das Parc des Sports ist ein Fußballstadion in der französischen Stadt Avignon, Département Vaucluse in der Region Provence-Alpes-Côte d’Azur. Hier tragen die Fußballclubs Avignon Football 84 und der AC Arles-Avignon ihre Spiele aus. Der AC Arles-Avignon spielt seit 2009 in diesem Stadion, da sein traditionelles Heimstätte Stade Fernand-Fournier nur 2500 Plätze aufweist und den Anforderungen des Ligaverbandes LFP nicht entspricht.
Im Sportpark enthalten sind u. a. Anlagen für Fußball, Rugby, Tennis, Leichtathletik und Multisport.